# Station Lubiewo
Station Lubiewo is een spoorwegstation in de Poolse plaats Międzyzdroje.